# Benjamin Barber

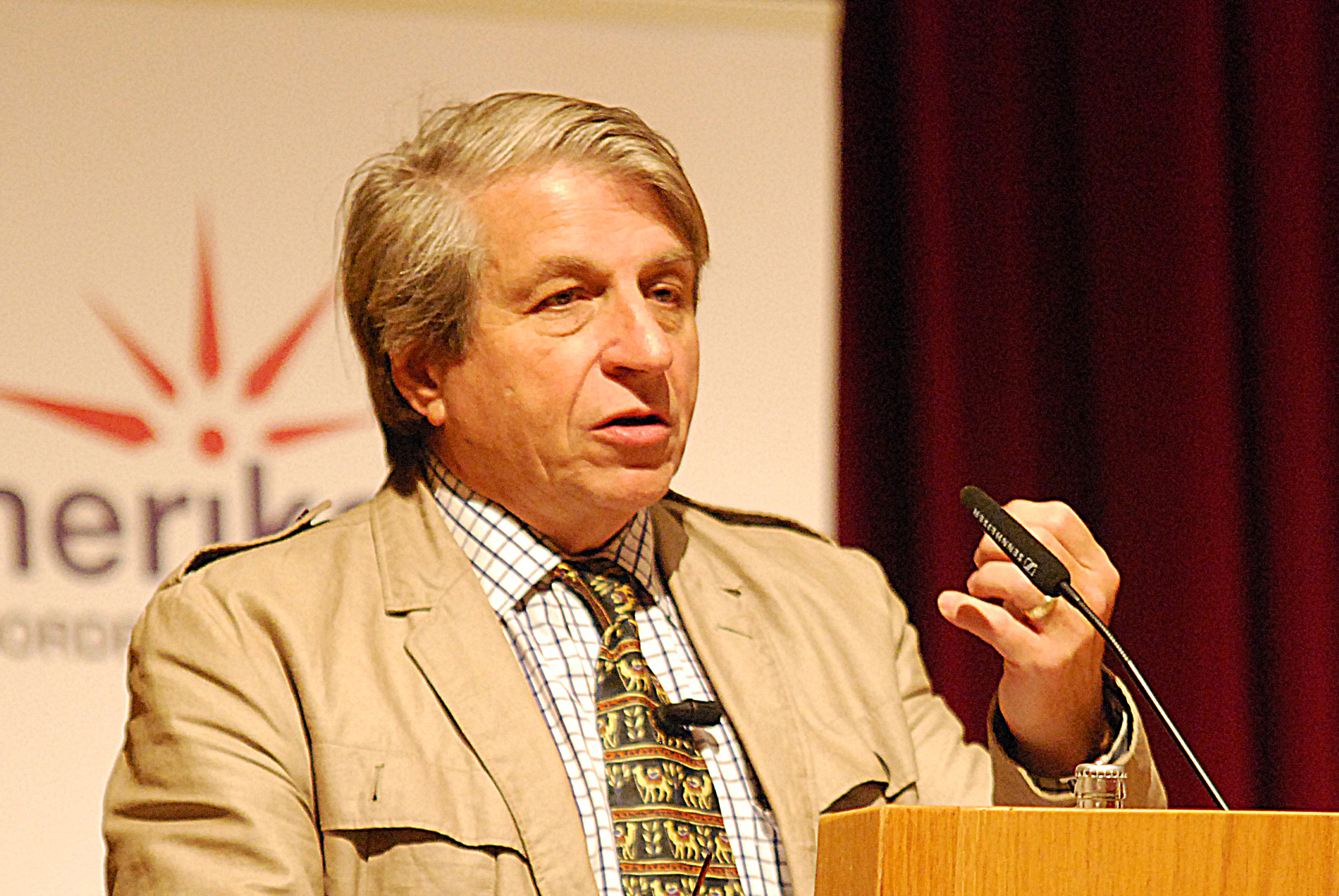
Benjamin R. Barber 2010

Benjamin R. Barber (New York, 2 augustus 1939 – 24 april 2017) was een Amerikaans politicoloog die bekendheid verwierf met zijn boek Jihad vs. McWorld (1995) en  If Mayors Ruled the World (2013). 

## Loopbaan
Hij studeerde aan de London School of Economics waar hij zijn studie in 1961 voltooide. Vervolgens promoveerde hij in 1966 aan de Harvard-universiteit. In 2001 werd hij benoemd tot hoogleraar civiel recht aan de Universiteit van Maryland en van 2007 tot en met 2011 maakte hij onderdeel uit van de denktank Demos.
Hij diende als adviseur voor Bill Clinton en bij Howard Deans presidentscampagne. Ook is hij de adviseur geweest van meerdere politieke partijen. Hij publiceerde een tiental boeken, waaronder een roman. Een van zijn eerdere werken is getiteld Superman and Common Men: Freedom, Anarchy and the Revolution (1971) gevolgd door The Death of Communal Liberty: A History of Freedom in a Swiss Mountain Canton (1974). 
In zijn boek Strong democracy (1984) pleit hij voor “referenda met multiplechoicevragen”, anders gezegd het preferendum. En in If Mayors Ruled the World: Dysfunctional Nations, Rising Cities (2013) bepleitte hij de oprichting van een Global Parliament of Mayors, als een internationaal platform voor de burgemeesters van grote steden om onderling ervaringen en inzichten uit te wisselen met betrekking tot hun specifieke problemen. Na de voorafgaande verkennende bijeenkomsten in Edmonton en Amsterdam, vond op 10 en 11 september 2016 in het World Forum te Den Haag de openingszitting plaats van dit Global Parliament of Mayors (GPM).
Barber overleed na een ziekbed van vier maanden in 2017 op 77-jarige leeftijd aan kanker.

## Erkenning
Tijdens zijn carrière kreeg hij meerdere malen erkenning voor zijn werk waaronder:
- 2001: lid van de Orde van de Academische Palmen en de Berlin Prize van de American Academy in Berlin
- 2003: John Dewey Award
- Eredoctoraten: Grinnell College, Monmouth University en Connecticut College
- Leerstoel bij het École des hautes études en sciences sociales.